# Pećno
Pećno is een plaats in de gemeente Krašić in de Kroatische provincie Zagreb. De plaats telt 23 inwoners (2001).